# إشريبن (ووتليغة)
إشريبن هو دُوَّار يقع بجماعة بني منصور، إقليم شفشاون، جهة طنجة تطوان الحسيمة في المملكة المغربية. ينتمي الدوّار لمشيخة ووتليغة التي تضم 7 دواوير. يقدر عدد سكانه بـ 354 نسمة حسب الإحصاء الرسمي للسكان والسكنى لسنة 2004.

## روابط خارجية
- البوابة الوطنية للجماعات الترابية
- المندوبية السامية للتخطيط